# Maria Klingenheben-von Tiling
Maria Klingenheben-von Tiling (* 1. Februarjul. / 13. Februar 1886greg. in Bickern bei Riga, Gouvernement Livland, Russisches Kaiserreich; † 11. November 1974 in Hamburg) war die erste deutsche Afrikanistin.

## Leben und Wirken
Die Familie von Tiling gehörte zur Gruppe der Deutschbalten, ihre Vorfahren hatten seit Mitte des 18. Jahrhunderts im Baltikum gelebt. Ihre Eltern waren der evangelische Pfarrer, Oberlehrer und spätere Domprediger Wilhelm von Tiling und dessen Ehefrau Maria Kupffer. Das Ehepaar hatte insgesamt zwölf Kinder (acht Töchter und vier Söhne). Ihre älteste Schwester war die Religionspädagogin Magdalene von Tiling.
1888 siedelte die Familie ins Deutsche Reich über. Infolge der Maßnahmen zur sog. Russifizierung unter Zar Alexander III. hatte sich der Vater zunehmend wegen seiner vielfältigen kirchlichen und schulischen Aktivitäten bedroht gesehen und um die Zukunft seiner Kinder gefürchtet. Wilhelm von Tiling bekam zuerst eine Anstellung in Travemünde, jedoch wechselte er noch im gleichen Jahr in die Gemeinde von Leopoldshall in Anhalt.
Nach dem Studium von Französisch, Geschichte und Germanistik arbeitete Maria von Tiling für kurze Zeit als Oberlehrerin im von Deutschland besetzten Kurland. Bereits September 1916 wurde sie wissenschaftliche Hilfsarbeiterin am Kolonialinstitut in Hamburg, obgleich die Adlige sich nie mit den Sprachen deutscher Kolonien befasst hatte. Bereits nach einem Jahr hielt sie ein Seminar über Swahili, gefolgt von Sprachkursen für ostkuschitische Sprachen sowie Bantusprachen. Nach Auflösung des Kolonialinstituts erhielt sie eine Anstellung am Seminar für Afrikanische und Südseesprachen an der 1919 gegründeten Universität Hamburg.
Im Alter von 38 Jahren promovierte sie mit der Dissertation Beiträge zur Kenntnis des Somali, einer phonologischen Studie und Analyse von Texten der nördlichen Somali-Sprache. Neben Lehre und Forschung war die Afrikanistin noch publizistisch tätig. Ihre beiden Veröffentlichungen über das Jabárti, sind noch heute wichtige Quellen zu diesem Somali-Dialekt.
Maria von Tiling heiratete 1927 den Semitisten und Afrikanisten August Klingenheben. Als er 1930 auf einen Lehrstuhl berufen wurde, folgte sie ihm nach Leipzig und gab ihre eigene Universitätslaufbahn auf. Sechs Jahre später kehrte die Familie nach Hamburg zurück. Maria Klingenheben-von Tiling widmete sich dem Haushalt und der Erziehung ihrer Tochter. Ab und an begleitete sie ihren Mann in verschiedene Länder Afrikas und des Orients.
Nach der Emeritierung ihres Mannes lebten beide zurückgezogen in Hamburg, forschten jedoch weiter rege.

## Werke (Auswahl)
- Die Sprache der Jabárti, mit besonderer Berücksichtigung der Verwandtschaft von Jabárti und Somali. In: Zeitschrift für Eingeborenen-Sprachen. Band 12, 1921/1922, S. 17–52, S. 97–162
- Jabárti Texte. In: Zeitschrift für Eingeborenen-Sprachen. Band 15, 1924/1925, S. 50–64, S. 139–158
- Somali-Lieder. In: Zeitschrift für Eingeborenen-Sprachen. Band 27, 1926/1927, S. 295–304